# Syngonium hoffmannii
Syngonium hoffmannii är en kallaväxtart som beskrevs av Heinrich Wilhelm Schott. Syngonium hoffmannii ingår i släktet Syngonium och familjen kallaväxter. Inga underarter finns listade.